# Fredcar

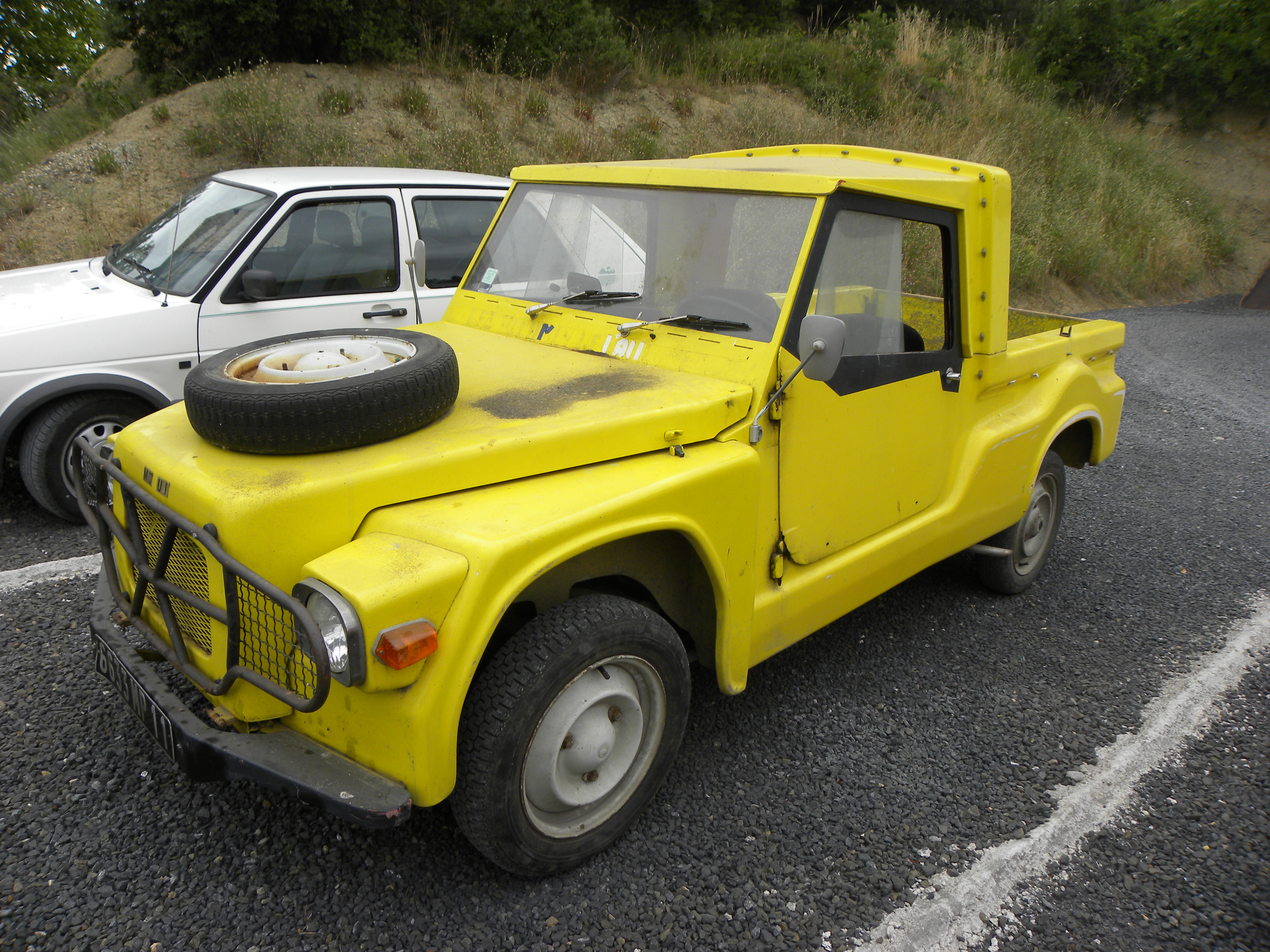
Fredcar

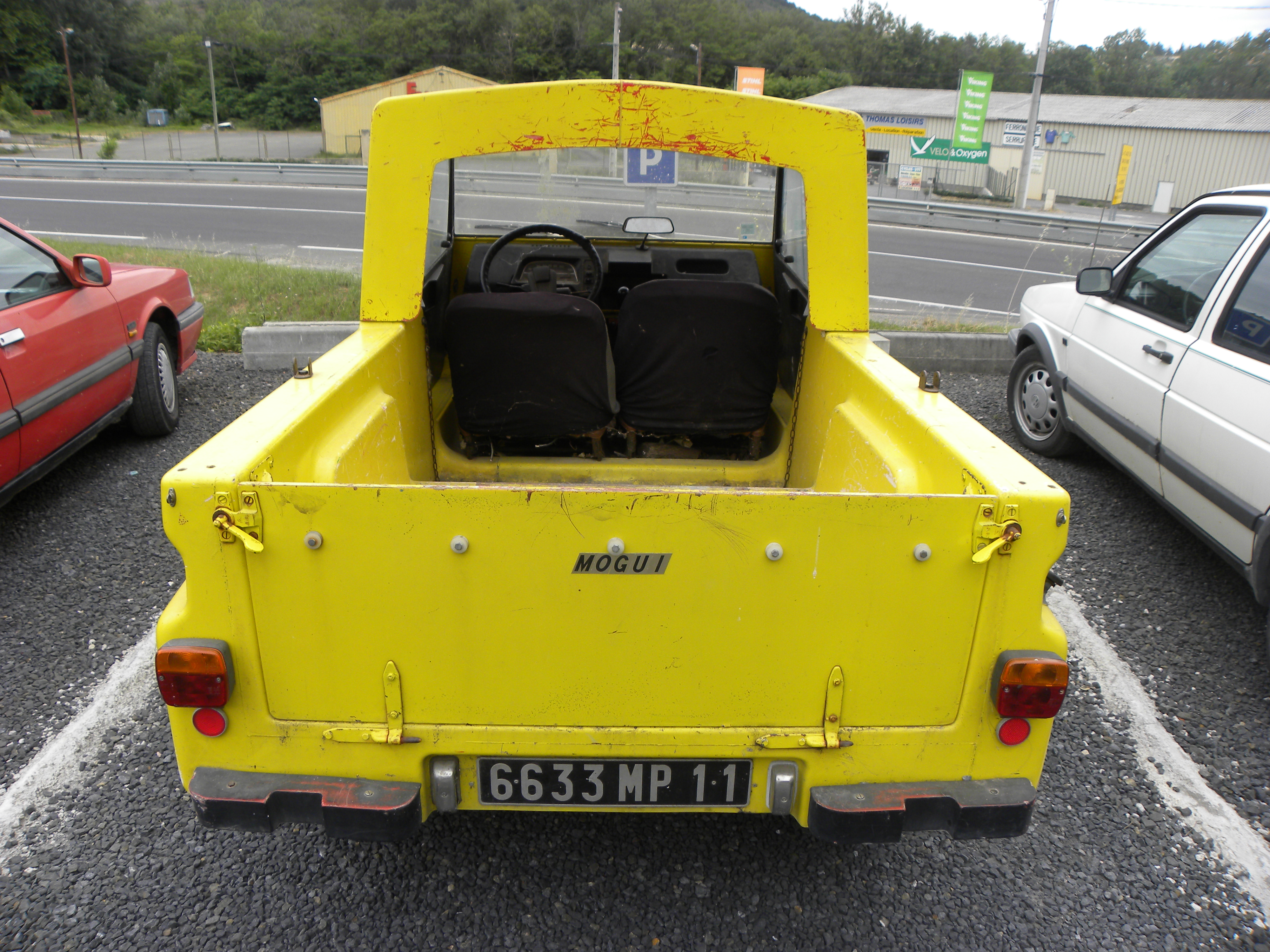
Heckansicht eines Pick-ups

Fredcar war eine französische Automarke.

## Markengeschichte
Emmanuel Bonnet hatte seit den 1950er Jahren Erfahrungen mit Fiberglas gesammelt. 1971 begann er in Vocance mit der Produktion von Automobilen und Kit Cars. Der Markenname lautete Fredcar. 1985 ging er in den Ruhestand. Sein Schwiegersohn Yves Reynaud setzte die Produktion noch bis 1993 fort. Strengere Zulassungsverordnungen verhinderten eine weitere Produktion. Insgesamt entstanden 19 Fahrzeuge.
Über die Marke ist ein Buch in französischer Sprache erschienen.

## Fahrzeuge
Im Angebot standen Mehrzweckfahrzeuge im Stile des Citroën Méhari. Sie basierten auf einem Fahrgestell von Citroën, speziell von 2 CV, Dyane, Ami 6 und Ami 8. Somit hatten die Fahrzeuge einen Zweizylindermotor. Der Aufbau bestand aus Kunststoff. Türen mit Fenstern sowie ein Hardtop waren optional erhältlich.